# Besatt
Besatt (norwegisch/schwedisch: „besessen“) ist eine Black-Metal-Band aus Polen.

## Geschichte
Besatt wurden 1991 von dem Bassisten Beldaroh und dem Gitarristen Weronis gegründet. 1994 fand die Band mit dem Sänger und Schlagzeuger Fulmineus ein weiteres festes Mitglied. In dieser Form nahm die Band 1996 ihr erstes Demo mit dem Titel Czarci Majestat auf. 1997 trat mit Creon ein zweiter Gitarrist der Band bei. Im selben Jahr nahm die Band ihr erstes Album In Nomine Satanas auf. Kurz darauf verließ Weronis aus ideologischen Gründen die Band, welche 1999, nun wieder zu dritt, ihr zweites Album Hail Lucifer einspielte. Im Jahr 2000 folgte die Split-LP Underground Satanic Split zusammen mit ihren Landsmännern von Unhallowed und der griechischen Band Tragedy Begins.
2001 folgten die Aufnahmen für ihr drittes Album Hellstorm, nach deren Abschluss Creon und Fulmineus die Band verließen und an ihrer Stelle Agonus (E-Gitarre) beitrat. Zusammen mit Schlagzeuger Sukkor Benot von Katharsis nahm die Band neue Songs für die EP Korzenie złaauf. Darunter auch die beiden Coverversion Gorgoroth von Gorgoroth und Tormentor von Kreator.
Nach diesen Aufnahmen trat Fulmineus der Band wieder bei und sie steuerten im Januar 2003 zwei Lieder für die Split-LP Scream of the Eastern Lands bei, an der unter anderem auch Negură Bunget und Verdeleth mitarbeiteten.
2004 folgte das vierte Album Sacrifice for Satan und die Split-LP Conquering the World with True Black Metal War mit Armaggedon, Inner Helvete und Misanthropy. Kurz darauf verließ Agonus die Band, welche seither aus Beldaroh, Fulmineus und dem neuen Schlagzeuger Morbid besteht. Ein Jahr später wurde das fünfte Album Black Mass produziert.

## Diskografie

### Alben
- 1997: In Nomine Satanas (Pagan Black Cult)
- 1999: Hail Lucifer (Undercover Records)
- 2001: Hellstorm (Undercover Records)
- 2004: Sacrifice for Satan (Undercover Records)
- 2005: Black Mass (Undercover Records)
- 2007: Triumph of Antichrist (Undercover Records)
- 2010: Demonicon (Undercover Records)

### Sonstiges
- 1996: Czarci Majestat (Demo)
- 2000: Underground Satanic Split (Split) (Pagan Black Cult)
- 2002: Korzenie zła (EP) (Seven Gates of Hell)
- 2003: Scream of the Eastern Lands (Split) (Undercover Records)
- 2004: Conquering the World with True Black Metal War (Split) (Allesstenar)
- 2008: United by the Black Flag (Split) (Undercover Records)